# Aderorrhinus
Aderorrhinus är ett släkte av skalbaggar. Aderorrhinus ingår i familjen vivlar.
Kladogram enligt Catalogue of Life:
| Aderorrhinus | \| \| Aderorrhinus crioceroides \| \| \| \| \| \| Aderorrhinus nigricollis \| \| \| \| \| \| Aderorrhinus pedicellaris \| \| \| \| \| \| Aderorrhinus variabilis \| \| \| \| \| \| Aderorrhinus venustus \| \| \| \| |
|              | \| \| Aderorrhinus crioceroides \| \| \| \| \| \| Aderorrhinus nigricollis \| \| \| \| \| \| Aderorrhinus pedicellaris \| \| \| \| \| \| Aderorrhinus variabilis \| \| \| \| \| \| Aderorrhinus venustus \| \| \| \| |
|              | Aderorrhinus crioceroides |
|              | |
|              | Aderorrhinus nigricollis |
|              | |
|              | Aderorrhinus pedicellaris |
|              | |
|              | Aderorrhinus variabilis |
|              | |
|              | Aderorrhinus venustus |
|              | |